# Brush Creek (Ludlow Creek)
Der Brush Creek ist ein Fluss im US-Bundesstaat Ohio. 
Er entspringt etwa einen Kilometer westlich von Phillipsburg im Montgomery County, unweit der Ohio State Route 49. Er fließt anfangs Richtung Norden und wendet sich in Höhe von Potsdam in nordöstliche Richtung. Der Brush Creek mündet etwa zwei Kilometer südwestlich von Ludlow Falls im Miami County, nicht weit entfernt von der Ohio State Route 55, in den Ludlow Creek.
Der Fluss ist 12,87 Kilometer lang; sein Einzugsgebiet umfasst 61,43 km².